# Monte Donaldson
Il Monte Donaldson è una montagna antartica alta circa 3.930 m, che si trova a circa otto chilometri a nord-nordest del Flat Top, il punto più alto del Commonwealth Range, e a ovest della fronte del Ghiacciaio Ludeman. 
Il Commonwealth Range è una catena montuosa che fa parte dei Monti della Regina Maud, in Antartide. 
La montagna fu scoperta dai partecipanti alla Spedizione Nimrod (British Antarctic Expedition 1907-1909) sotto la direzione del ricercatore polare britannico Ernest Shackleton. Prende il nome da Isabella Donaldson (* 1885), un'attrice teatrale britannica, incontrata da Shackleton nel suo viaggio di ritorno dalla spedizione verso l'Inghilterra.